# Championnat d'Italie de rugby à XV 1985-1986
Navigation
Serie A 1984-1985 Serie A 1986-1987
Le Championnat d'Italie de rugby à XV 1985-1986 oppose les seize meilleures équipes italiennes de rugby à XV. Le championnat débute en 1985 et se termine en 1986.
Il est le dernier championnat national à être appelé Série A : il prend le nom de Série A1 la saison suivante, alors que la ligue de 2e division est dénommée Série A2. En raison de la réduction à 12 équipes, 6 clubs sont rétrogradés et remplacés par seulement 2 issus de la Série B. Le Petrarca Padoue remporte le championnat pour la troisième fois consécutive.

## Équipes participantes
Les seize équipes sont les suivantes :
| - Amatori Catane - Amatori Milan - Scavolini L'Aquila - Benetton Rugby Trévise - Imeva Bénévent - Brunelleschi Brescia - Doko Calvisano - Eurobags Casale | - Lyons Demafil & Gelcapello - MAA Assicurazioni Milano - Casone Noceto - Parma - Petrarca Padoue - Rolly Go Rugby Roma - Deltalat Rovigo - San Donà Fracasso |

## Phase de groupe

### Groupe A
| Rang | Club                       | J  | V  | N | D  | Pm  | Pe  | Diff | Pts |
| ---- | -------------------------- | -- | -- | - | -- | --- | --- | ---- | --- |
| 1    | Petrarca Padoue (T)        | 14 | 11 | 1 | 2  | 273 | 116 | +157 | 23  |
| 2    | Rugby Rovigo               | 14 | 10 | 0 | 4  | 380 | 175 | +205 | 20  |
| 3    | Amatori Rugby Milan        | 14 | 10 | 0 | 4  | 312 | 144 | +168 | 20  |
| 4    | Rugby Parma                | 14 | 9  | 0 | 5  | 242 | 176 | +66  | 18  |
| 5    | Lyons Demafil & Gelcapello | 14 | 7  | 0 | 7  | 230 | 244 | -14  | 14  |
| 6    | Rugby Brescia              | 14 | 6  | 1 | 7  | 235 | 227 | +8   | 13  |
| 7    | Imeva Bénévent             | 14 | 2  | 0 | 12 | 155 | 453 | -298 | 4   |
| 8    | Casone Noceto              | 14 | 0  | 0 | 14 | 125 | 397 | -272 | 0   |

|  | Qualifiés pour le tour final (no 1, no 2, no 3, no 4) |
|  | T : tenant du titre 1985                              |

Attribution des points :  victoire : 2, match nul : 1, défaite : 0.

### Groupe B
| Rang | Club                     | J  | V  | N | D  | Pm  | Pe  | Diff | Pts |
| ---- | ------------------------ | -- | -- | - | -- | --- | --- | ---- | --- |
| 1    | L'Aquila Rugby           | 14 | 12 | 1 | 1  | 394 | 107 | +287 | 25  |
| 2    | Benetton Trévise         | 14 | 12 | 0 | 2  | 399 | 157 | +242 | 23¹ |
| 3    | Amatori Catane           | 14 | 7  | 1 | 6  | 167 | 163 | +4   | 15  |
| 4    | Eurobags Casale          | 14 | 5  | 1 | 8  | 170 | 353 | -183 | 11  |
| 5    | San Donà Fracasso        | 15 | 4  | 3 | 8  | 191 | 268 | -77  | 11  |
| 6    | Rugby Calvisano          | 14 | 4  | 2 | 8  | 165 | 231 | -66  | 8   |
| 7    | MAA Assicurazioni Milano | 14 | 3  | 2 | 9  | 190 | 312 | -122 | 8   |
| 8    | Rugby Rome               | 14 | 2  | 2 | 10 | 173 | 270 | -97  | 5¹  |

¹Benetton Trévise et Rolly Go Rugby Roma écopent d'un point de pénalité.
|  | Qualifiés pour le tour final (no 1, no 2, no 3, no 4) |

Attribution des points :  victoire : 2, match nul : 1, défaite : 0.

## Tour final
| Rang | Club                | J  | V  | N | D  | Pm  | Pe  | Diff | Pts |
| ---- | ------------------- | -- | -- | - | -- | --- | --- | ---- | --- |
| 1    | Petrarca Padoue     | 14 | 13 | 0 | 1  | 235 | 123 | +112 | 26  |
| 2    | L'Aquila Rugby      | 14 | 11 | 1 | 2  | 307 | 114 | +193 | 23  |
| 3    | Benetton Trévise    | 14 | 9  | 0 | 5  | 315 | 190 | +125 | 18  |
| 4    | Rugby Rovigo        | 14 | 7  | 0 | 7  | 171 | 217 | -46  | 14  |
| 5    | Rugby Parma         | 14 | 6  | 1 | 7  | 250 | 231 | +19  | 13  |
| 6    | Amatori Catane      | 14 | 4  | 0 | 10 | 119 | 211 | -92  | 8   |
| 7    | Eurobags Casale     | 14 | 3  | 0 | 11 | 158 | 336 | -178 | 6   |
| 8    | Amatori Rugby Milan | 14 | 2  | 0 | 12 | 167 | 300 | -133 | 4   |

|  | Vainqueur (no 1) |

Attribution des points :  victoire : 2, match nul : 1, défaite : 0.

## Tour relégation
| Rang | Club                       | J  | V  | N | D  | Pm  | Pe  | Diff | Pts |
| ---- | -------------------------- | -- | -- | - | -- | --- | --- | ---- | --- |
| 1    | Rugby Brescia              | 14 | 10 | 0 | 4  | 297 | 119 | +178 | 19¹ |
| 2    | Rugby Calvisano            | 14 | 9  | 0 | 5  | 234 | 162 | +72  | 18  |
| 3    | Imeva Bénévent             | 14 | 9  | 0 | 5  | 247 | 217 | +30  | 18  |
| 4    | Lyons Demafil & Gelcapello | 14 | 8  | 2 | 4  | 242 | 136 | +106 | 18  |
| 5    | San Donà Fracasso          | 14 | 8  | 1 | 5  | 218 | 157 | +61  | 17  |
| 6    | Rugby Rome                 | 14 | 3  | 2 | 9  | 178 | 232 | -54  | 8   |
| 7    | MAA Assicurazioni Milano   | 14 | 4  | 0 | 10 | 131 | 299 | -168 | 8   |
| 8    | Casone Noceto              | 14 | 2  | 1 | 11 | 130 | 355 | -225 | 4   |

¹Brunelleschi Brescia écope d'un point de pénalité.
|  | Relégués (no 3, no 4, no 5, no 6, no 7, no 8) |

Attribution des points :  victoire : 2, match nul : 1, défaite : 0.

### Matchs d'appui
| 1986 | Imeva Bénévent | 12 – 9 | Lyons Demafil & Gelcapello | Bénévent |
| 1986 |                |        |                            | Bénévent |
| 1986 |                |        |                            | Bénévent |

| 1986 | Lyons Demafil & Gelcapello | 6 – 14 | Doko Calvisano | Plaisance |
| 1986 |                            |        |                | Plaisance |
| 1986 |                            |        |                | Plaisance |

| 1986 | Doko Calvisano | 3 – 3 | Imeva Bénévent | Calvisano |
| 1986 |                |       |                | Calvisano |
| 1986 |                |       |                | Calvisano |

## Vainqueur
| Entraîneur | Entraîneur             | Vittorio Munari                   |
| Avants     | Pilier                 | Minozzi, Putti                    |
| Avants     | Talonneur              | Bonaiti, Sandonnini               |
| Avants     | Deuxième ligne         |                                   |
| Avants     | Troisième ligne aile   | Rocci, Salvadego, Tarchiani       |
| Avants     | Troisième ligne centre |                                   |
| Arrières   | Demi de mêlée          | Chinchio, Zulian                  |
| Arrières   | Demi d'ouverture       |                                   |
| Arrières   | Centre                 | Aggio, Campese, Mazzuccato, Rossi |
| Arrières   | Ailier                 | Gasparin                          |
| Arrières   | Arrière                |                                   |